# Noro Genjō
Genjō Noro (野呂元丈?, Noro Genjō; 1693 – 1761) è stato un botanico e medico giapponese, attivo durante lo shogunato Tokugawa.

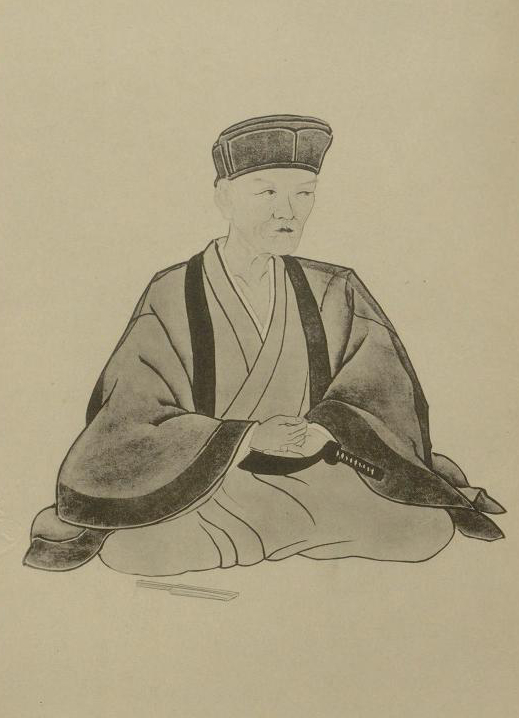
Ritratto di Noro Genjō

Contribuì allo sviluppo degli studi olandesi (rangaku (蘭学) e alla diffusione della conoscenza scientifica occidentale in Giappone, attraverso la traduzione di numerosi testi.

## Biografia
Nacque nel 1693 a Hatano, nella provincia di Ise. Allevato dallo zio, all'età di venti anni si trasferì a Kyoto, dove si dedicò per circa dieci anni allo studio della farmacologia tradizionale (honzōgaku 本草 学) con Ino Jakusui, della medicina sotto la direzione di Yamawaki Genzu, del confucianesimo sotto la guida di Namikawa Temmin, discepolo di Ito Jinsai e seguace della scuola Kogaku. Nel 1720 venne chiamato al bakufu di Edo con l'incarico di collezionare piante medicinali. Con il botanico Niwa Shohaku intraprese un viaggio che lo portò nelle diverse regioni del Giappone, dove raccolse piante di tutte le specie. Il resoconto è riportato in Hokoriku hobutsu (1722).
Nel 1740 venne riconosciuto come medico, e con Aoki Kon'yō (1698-1769) - letterato e futuro amministratore della Biblioteca dello shogun - venne scelto dallo shogun Tokugawa Yoshimune (1716-1745) per studiare la lingua e le scienze olandesi. Gli incaricati apprendevano solitamente la lingua dagli interpreti di Nagasaki (Oranda Tsûji), e dagli olandesi degli insediamenti commerciali di Dejima; si presume che Genjo abbia imparato questa nuova lingua frequentando gli olandesi che soggiornavano a Edo in occasione delle visite annuali allo shogun, e i medici Philip Pieter Musculus e Doedo Evertsz.
Genjo e Aoki Kon'yo furono a lungo impegnati nella traduzione di testi scientifici provenienti dall'Occidente, promossa dallo stesso shogun, interessato a reperire nei testi occidentali conoscenze tecniche e scientifiche utili al suo progetto di riforma agraria, specie ai fini dell'incremento della produzione nazionale. Dopo un lavoro che lo impegnò per molti anni, Genjo realizzò due importanti traduzioni: Oranda Honzōwage, 1749-50 (Trad. Spiegazione in giapponese della botanica olandese) in 12 volumi, basata sulla versione olandese dell'Herbarius oft Gruydtboeck (Leida, 1618) di Rembert Dodoens, e Oranda Kinjuchuzyozu Honzōwage (Trad. Spiegazione in giapponese delle immagini olandesi di uccelli, bestie, insetti e pesci), basata sul libro del botanico inglese Thomas Johnson (circa1600-1644).
La conoscenza della produzione occidentale da parte di Genjo non si limitò solo alle scienze. La sua casa rappresentò uno dei principali punti di incontro per poeti e letterati dell'epoca; contribuì  ad avvicinare all'arte europea il pittore Ike no Taiga, al quale mostrò dipinti in suo possesso di stile occidentale, allora poco conosciuto in Giappone, suscitando il suo interesse per l'uso della prospettiva e della verosimiglianza.